# Льюїс Лопес
Льюїс Лопес (ісп. Lluís López; нар. 5 березня 1997, Сан-Жуан-да-Білатурраза) — іспанський футболіст, захисник клубу «Реал Сарагоса».

## Клубна кар'єра
Народився 5 березня 1997 року в місті Сан-Жуан-да-Білатурраза. Вихованець футбольної школи клубу «Еспаньйол».
У дорослому футболі дебютував 2015 року виступами за «Еспаньйол Б», в якій провів чотири сезони. З 2018 року паралельно почав залучатися до ігор основної команди барселонського клубу.
Частину 2020 року провів в оренді в «Тенерифе», після чого повернувся до «Еспаньйола».

## Виступи за збірні
2013 року дебютував у складі юнацької збірної Іспанії (U-16), загалом на юнацькому рівні за команди різних вікових категорій взяв участь у 8 іграх.